# Transferurile de populație poloneză (1944-1946)

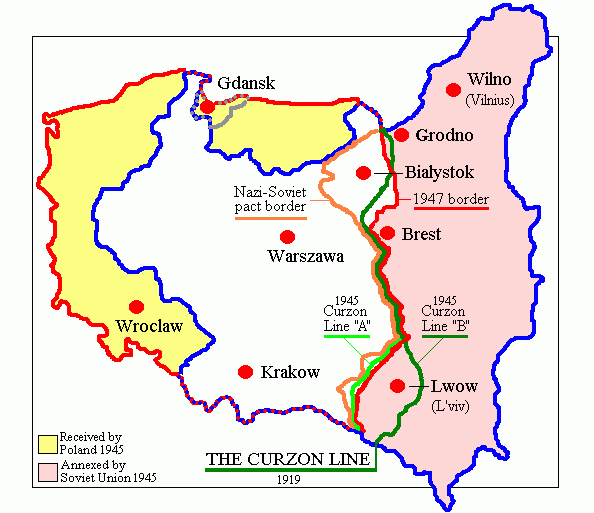
Linia Curzon și evoluția teritorială a Poloniei între 1939 și 1945. Cu roz sunt teritoriile pierdute de Polonia (Kresy) în fața Uniunii Sovietice, iar cu galben, teritoriile Germaniei interbelice, care au devenit parte a Republicii Populare Polone (Teritoriile recuperate).

## Vezi si
Transferurile de populație poloneză din partea răsăriteană a teritoriului Poloniei iterbelice (cunoscută și ca expulzarea polonezilor din regiunea Kresy),  a fost migrația forțată a polonezilor la sfârșitul celui de-[[al Doilea Război Mondial]. Această migrație a fost rezultatul politicii sovietice și a fost acceptată de Aliați. În perioada de dinaintea de izbucnirea conflagrații mondiale, între anii 1939-1941, Uniunea Sovietică a pus în practică expulzarea etnicilor polonezi care locuiau în zona ocupată de sovietici după invadarea Poloniei de către forțele germane și Armata Roșie. Al doilea val de expulzări a fost rezultatul recuceririi Poloniei de către Armata Roșie în timpul contraofensivei sovietice „Vistula – Oder”. Teritoriile ocupate de sovietici au revenit mai apoi republicilor sovietice Belarusă, Ucraineană și Lituaniană, această modificare fiind ratificată de aliații occidentali ai URSS.  
Transferurile postbelice de populație care au vizat etnicii polonezi au fost parte a politicii oficiale sovietice care a afecta peste un milion de cetățeni polonezi, care au fost mutați în mai multe etape din regiunile Poloniei anexate de Uniunea Sovietică. După încheierea războiului, în conformitate cu pretențiile sovietice expuse în timpul Conferința de la Teheran din 1943, regiunea Kresy a fost încorporată în mod oficial în  republicile sovietice Ucraina, Bielorusia și Lituania. Pretențiile sovietice au fost acceptate în  Conferința Aliaților de la Potsdam din 1945, la lucrările căreia guvernul polonez în exil nu a fost invitat.
Strămutarea forțată a polonezilor (și de asemenea a etnicilor germani) a fost hotărâtă de liderii puterilor aliate: Winston Churchill, prim-ministrul Regatului Unit, Franklin D. Roosevelt,  președintele SUA, și I. V. Stalin,  președintele Sovietului Comisarilor Poporului al URSS, în timpul conferințelor de la Teheran și Ialta. 
Strămutările polonezilor s-au numărat printre cele mai ample astfel de acțiuni  evacuări postbelice din Europa Centrală și Răsăriteană, care a afectat aproximativ 20 de milioane de oameni.

Conform datelor oficiale, în timpul expulzării controlate de stat din 1945–1946, aproximativ 1.167.000 de polonezi au părăsit republicile vestice ale Uniunii Sovietice, mai puțin de 50% dintre cei care s-au înregistrat inițial pentru transferul de populație. Un alt val important de  strămutări ale polonezilor a avut loc după moartea lui Stalin, în perioada 1955–1959.
Procesul este cunoscut cu diferite nume: „expulzare”, „deportare”, „depatriere”, ori „repatriere”, funcție de context și de sursă. Termenul repatriere, utilizat atât în Polonia comunistă, cât și în URSS, era o denaturarea oficială a procesului, în măsura în care oamenii deportați își părăseau patria mai degrabă decât să se întoarcă în ea. De asemenea, este uneori numită ca „prima repatriere”, ca să o deosebească de „a doua repatriere” din 1955–1959. Într-un context mai larg, este uneori descris ca un punct culminant al unui proces de „depolonizare” din timpul celei de-a doua conflagrații mondiale și după încheierea acesteia. 
Procesul a fost  planificat și dus la îndeplinire de autoritățile comuniste din URSS și Polonia postbelică. Numeroși polonezi deportați/repatriați au fost colonizați în teritoriile preluate de la Germania, care după 1945 aveau să fie denumite în Republica Populară Poloneză ca „Teritoriile recuperate”

## Contextul istoric
Istoria așezărilor etnicilor polonezi în ceea ce sunt astăzi Ucraina și Belarus datează din 1030–1031. Un număr mai mare de polonezi au migrat în aceste regiuni după Uniunea de la Lublin din 1569, când teritoriul a devenit parte a Uniunii statale polono-lituaniene. Din 1657 până în 1793, au fost construite doar în Volînia  aproximativ 80 de biserici și mănăstiri romano-catolice. Consolidarea catolicismului în  Lemkivshchyna, Kholmshchyna, Podlaskie, Brześć Litewski, Galiția, Volînia și  Ucraina de pe malul drept al Niprului a fost însoțită de procesul de polonizare treptată a teritoriilor estice ale Rzeczpospolitei. Au apărut conflicte sociale și etnice legate de diferențele de practici religioase dintre credincioșii catolici și ortoocși cu ocazia Uniunii din Brest din 1595-1596, când mitropolitul Kievului și  Halîciului a rupt relațiile cu Biserica Ortodoxă Răsăriteană și a acceptat autoritatea papei romano-catolic și a Vaticanului.
Împărțirile Poloniei de la sfârșitul secolului al XVIII-lea au dus la expulzarea etnicilor polonezi din localitățile lor din răsărit pentru prima dată în istoria națiunii. Aproximativ 80.000 de polonezi au fost forțați să plece în Siberia escortați de soldații armatei imperiale ruse în cea mai amplă acțiune de deportare întreprinsă de autoritățile țariste în Polonia Rusească. Istoricul Norman Daviesa descris evenimentele din acea perioadă: „Cățile au fost arse; bisericile au fost distruse; preuoții au fost uciși” wrote Norman Davies. În acest timp, ucrainenii au fost proclamați „parte a poporului rus”.
Revoluția Rusă din 1917 și războiul civil care i-a urmat în 1917-1922 au dus la sfârșitul Imperiului Rus. Conform unor surse ucrainene din perioada Războiului Rece, în timpul  revoluției bolșevice din 1917, locuitorii de origine poloneză din Kiev număra 42.800 de oameni. În iulie 1917, când relațiile dintre Republica Populară Ucraineană și Rusia bolșevică au devenit tensionate, Consiliul democratic polonez din Kiev a sprijinit partea ucraineană în conflictul cu liderii de la Petrograd. De-a lungul existenței efemerei republici (1917–1921), a existat un minister separat pentru afaceri poloneze, condus de Mieczysław Mickiewicz, înființat de guvernul ucrainean încă din noiembrie 1917. În acea perioadă, în Galiția au funcționat aproximativ 1.300 de școli, cu 1.800 de cadre didactice și 84.000 de elevi. În 1917, în Podolia erau 290 de școli poloneze. 
Începând din 1920, campaniile bolșevice și teroarea naționalistă ale războiului civil au cauzat refugierea polonezilor și evreilor din Rusia sovietică în noul  stat polonez, care își câștigase independența de puțină vreme. În 1922, Armata Roșie bolșevică rusă, sprijinită de aliații bolșevici din Ucraina, a răsturnat de la putere guvernul Republicii Populare Ucrainene, iar Uniunea Sovietică a anexat teritoriile ucrainene. În acel an, 120.000 de polonezi blocați în est au fost expulzați spre vest și în a Doua Republică Poloneză. Recensământul condus de autoritățile sovietice în 1926 i-a înregistrat pe polonezii ca fiind de etnie rusă sau ucraineană.
În toamna anului 1935, Stalin a ordonat declanșarea unui nou val de deportări în masă a polonezilor din republicile din vestul Uniunii Sovietice. Odată cu deportările au început și epurările cetățenilor aparținând anumitor clase sociale, dintre care mulți au fost uciși. Polonezii au fost expulzați din regiunile de frontieră, unde au fost colonizați etnici ruși și ucraineni, autoritățile sovietice i-au deportat pe polonezi în zonele îndepărtate ale Siberiei și Asiei Centrale. 1.500 de familii au fost deportate în Siberia din Ucraina sovietică doar în 1935. În 1936, au fost deportate 5.000 de familii poloneze în Kazahsatan. Deportările au fost acompaniate de eliminarea treptată a instituțiilor culturale poloneze. Au fost oprită publicarea ziarelor în limba poloneză, la fel și predarea limbii poloneze în școlile din Ucraina. 
La scurtă vreme după încheierea valurilor de deportarea, NKVD-ul sovietic a organizat operațiuni pentru eliminarea fizică a cetățenilor de etnie poloneză. Prin Ordinul NKVD nr. 00485 (Despre lichidarea grupurilor de sabotaj și spionaj poloneze și a unităților Organizației Militare Poloneze) s-a urmărit eliminarea membrilor „activi” ai minorității poloneze, emigranților și refugiaților politici din Polonia, membrilor partidelor poloneze nebolșevice, a prizonierilor de război polonezi și a presupușilor membri ai Organizației Militare Poloneze. Numărul cetățenilor de etnie poloneză a scăzut în această perioadă cu 165.000 de oameni, în conformitate cu recensământul oficial sovietic din 1937–1938. Numărul polonezilor din RSS Ucraineană a scăzut cu aproximativ 30%.

## A Doua Republică Poloneză
După a serie de conflicte de frontieră, Polonia a reapărut pe harta politică a lumii ca stat suveran în 1918. Alianța polono-ucraineană s-a dovedit un eșec, iar [Războiul polono-sovietic|războiul dintre Polonia și Rusia]] a  continuat până la semnarea Tratatului de pace de la Riga din 1921. (Uniunea Sovietică nu a fost proclamată în mod oficial decât pe 31 decembrie 1922 1922.)Teritoriile pentru care cele două state se luptaseră au fost împărțite în timpul tratativelor de la Riga între A Doua Republică Poloneză și Rusia Sovietică (în numele Ucrainei și Belarusiei). În următorii ani, în teritoriul care a revenit Poloniei în Kresy, au fost reinstalați 8.265 fermieri polonezi cu sprijin de la. Numărul total al coloniști din răsărit a fost neglijabil în comparație cu numărul locuitorilor băștinași ai regiunii. De exemplu, în Voievodatul Wołyń, care număra în 1921 1.437.569 de locuitori, numărul coloniștilor nu a depășit cifra de 15.000 de oameni (3.128 de refugiați din Rusia bolșevică, aproximativ 7.000 de membri ai administrației locale și 2.600 de miitari veterani). Aproximativ 4% din noii sosiți au fost împroprietăriți de guvern și au locuit pe pământurile primite. Marea majoritate a coloniștilor au ales să închirieze pământul fermierilor locali, iar restul au ales să se așeze în orașe.
Între ucrainenii din Polonia și guvernul polonez au apărut tensiuni, care au crescut treptat în intensitate. Pe 23 iulie 1930, activiștii din Organizația Naționaliștilor Ucraineni (OUN), sprijiniți de Organizația Militară Ucraineană (UVO), au declanșat așa-numitele acțiuni de sabotaj, în timpul cărora proprietățile polonezilor au fost incendiate, iar drumurile, căile ferate și liniile telefonice au fost distruse. OUN a folosit atacurile teroriste pentru ca să forțeze guvernul polonez să întreprindă acțiuni care să ducă la pierderea sprijinului pentru politicienii ucraineni moderați, dispuși să negocieze cu autoritățile poloneze. Atacurile OUN au vizat nu doar polonezii, dar și evreii și ucrainenii care doreau să ajungă la o rezolvare pașnică a conflictului polono-lituanian.

## Invadarea Poloniei
În 1939 invadarea de către sovietici a estului Poloniei a fost urmată de deportarea forțată a sute de mii de cetățeni polonezi în regiuni îndepărtate ale Uniunii Sovietice – Siberia și Asia Centrală. Cinci ani mai târziu pentru prima dată Sovietul Suprem a declarat oficial pentru prima dată că cetățenii polonezi expulzați după invazia sovietică nu erau cetățeni sovietici, ci supuși străini. Două decrete semnate la 22 iunie și 16 august 1944 au permis eliberarea cetățenilor polonezi din captivitate.

### Deportările
După semnarea  Pactului Ribbentrop-Molotov și a protocolului secret din 1939 dintre Germania Nazistă și Uniunea Sovietică, germanii au ocupat vestul Poloniei. Două săptămâni după atacul german, sovieticii au ocupat estul Poloniei. Polonia a fost ștearsă de pe harta politică a lumii și a fost împărțită între germani și sovietici. Odată cu anexarea regiunii Kresy în 1939, teritoriul a fost anexat de republicile sovietice Ucraineană și Bielorusă. Poliția secretă sovietică (NKVD), care a însoțit îndeaproape Armata Roșie s-a făcut vinovată de acțiuni de teroare, ucigând prizonierii de război polonezi (de exemplu la  Katyń.   Din 1939 până în 1941, sovieticii au deportat grupuri sociale specifice considerate „nsigure” în lagăre de muncă forțată din Kazahstan și Siberia. Mulți copii, vârstnici și bolnavi au murit în timpul călătoriilor în vagoanele trenurilor de marfă care au durat săptămâni de zile. În timp ce guvernul polonez în exil a apreciat numărul cetățenilor polonezi deportați la 1.500.000 iar alte estimări poloneze au ajuns la 1.600.000-1.800.000 de persoane, istoricii contemporani consideră aceste evaluări ca fiind exagerate.

Alexander Guryanov a calculat că între 309.000 și 312.000 de polonezi au fost deportați din februarie 1940 până în iunie 1941. Conform aprecierilor lui N.S. Lebedeva, au fost deportate 250.000 de persoane. Cele mai riguroase estimări poloneze bazate pe documente sovietice și publicate de  Comisia principală pentru investigarea crimelor împotriva națiunii poloneze în 1997 au indicat un total general de 320.000 de persoane deportate. Sociologul  Tadeusz Piotrowski susține că ar trebui adăugate diverse alte deportări mai mici, inclusiv ale prizonierilor de război și politici, care ar ridica totalul general la 400.000 – 500.000 de deportați.
În 1944, populația de origine etnică poloneză din vestul Ucrainei s-a ridicat la 1.182.100 de persoana. Guvernul polonez în exil din Londra a luptat pentru păstrarea frontierelor din 1939. Nikita Hrușciov, în schimb, i-a cerut lui Stalin ca URSS să păstreze teritoriile ocupate prin Pactul Ribbentrop-Molotov. 
„Locuitorii din Ucraina și Bielorusia apusene, precum și cei din regiunea Vilnius, care fuseseră anexate la Uniunea Sovietică în conformitate cu Pactul Ribbentrop-Molotov din 23 august și 28 septembrie 1939, fuseseră cu toții sub ocupație germană între doi ani și jumătate până la trei ani și au fost în cele din urmă anexate la Uniunea Sovietică în 1944. Exodul rapid al polonezilor din aceste regiuni a fost menit să le șteargă trecutul polonez și să confirme faptul că regiunile făceau într-adevăr parte din Uniunea Sovietică.”

Documentul privind relocarea polonezilor din republicile sovietice ucraineană și bielorusă în Polonia a fost semnat pe 9 septembrie 1944 în Lublin de către Hrușciov și Edward Osóbka-Morawski, șeful Comitetului polonez de eliberare națională. Documentul similar cu RSS Lituaniană a fost semnat pe 22 septembrie. Documentul preciza cine era eligibil pentru relocare (se aplica în primul rând tuturor polonezilor și evreilor care fuseseră cetățeni ai celei de-a Doua Republici Poloneze înainte de 17 septembrie 1939 precum și familiilor lor), ce bunuri puteau lua cu ei și ce ajutor urmau să primească de la guvernele părților semnatare. Relocarea a fost împărțită în două etape: în prima, erau înregistrați cetățenii care doreau fie relocați și care îndeplineau condițiile de eligibilitate; în cea de-a doua, cererea lor urma să fie verificată și aprobată de guvernele corespunzătoare. Au fost deportați aproximativ 750.000 de polonezi și evrei din regiunile vestice ale Ucrainei, și câte 200.000 de cetățeni din vestul Belarusului și din Lituania. Deportările au continuat până pe 1 august 1946. 

### Transferurile din Ucraina
Spre sfârșitul celui de-al Doilea Război Mondial, tensiunile dintre Armia Krajowa și ucrainenei a dus la masacrarea polonezilor din Volânia efectuate grupurile de naționaliști ucraineni, precum Organizația Naționaliștilor Ucraineni (OUN) și Armata Insurecțională Ucraineană. Deși guvernul sovietic a încercat să distrugă aceste grupuri, ele nu au făcut suficient de multe pentru sprijinirea minorității poloneze,  dar au încurajat în schimb transferurile de populație. Graba cu care s-a făcut repatrierea a fost de așa natură încât liderul polonez Bolesław Bierut a fost nevoit să intervină și să-i ceară lui Stalin să încetinească deportarea, întrucât guvernul polonez postbelic era copleșit de numărul mare de refugiați care aveau nevoie de ajutor.
„ Schimburile sovietice de populație din anii 1944-1946 au privit aparent [cetățeni] din Polonia antebelică, dar de fapt polonezii și evreii au fost trimiși spre vest, în timp ce ucrainenii au trebuit să rămână în Ucraina sovietică. Adevăratul criteriu a fost cel al etniei, nu al cetățeniei. Criteriul etnic [exclusiv] a fost aplicat tuturor celor din Volînia, ucrainenii fiind forțați să rămână în ciuda cetățeniei poloneze de dinainte de război, polonezii și evreii fiind forțați să plece în ciuda tradițiilor lor seculare din regiune. Supraviețuitorii evrei ai Holocaustului și polonezii supraviețuitori ai epurărilor etnice erau, în general, dispuși să plece. Istoria Volîniei, ca o societate multiconfesională seculară, ajunsese la sfârșit.”—Timothy Snyder 
Polonezilor din sudul regiunii Kresy (aflată acum în vestul Ucrainei) li s-a permis să opteze pentru relocarea în Siberia sau în Polonia -  cei mai mulți au ales Polonia.
Guvernul polonez în exil din Londra și-a îndemnat organizațiile (vedeți și Statul secret polonez) din Lwów și din alte centre importante din estul Poloniei să reziste și să nu permită evacuarea populației, promițând că în timpul discuțiilor de pace va fi capabil să păstreze pe regiunea orașului Lwów în cadrul Poloniei. Ca răspuns, Hrușciov a introdus o abordare diferită pentru a face față acestei „probleme poloneze”. Până în acel moment, copiii polonezi puteau fi educați în limba maternă, conform prgramei  din Polonia interbelică. Peste noapte, nu s-a mai permis studierea în limba poloneză și tuturor școlilor poloneze li s-a cerut să predea programa ucraineană sovietică, cursurile urmând să se țină doar în limbile ucraineană și rusă. Tuturor bărbaților li s-a cerut să se pregătească pentru mobilizarea în brigăzile de muncă din cadrul Armatei Roșii. Aceste acțiuni au încurajat emigrarea polonezilor din Ucraina în Polonia. 
În ianuarie 1945, NKVD-ul a arestat 772 polonezi în Lviv (unde, în conformitate cu cifrele oficiale sovietice, polonezii reprezentau 66,75% din populație la 1 octombrie 1944),. Printre cei arestați se numărau 14 profesori, 6 doctori, 2 ingineri, 3 artiști și 5 preoți catolici. Comunitatea poloneză a fost revoltată de arestări. Presa ilegală poloneză din Lviv a caracterizat aceste acte ca încercări de grăbire a deportării  polonezilor din orașul. Cei arestați au fost eliberați după ce au semnat documentele prin care acceptau emigrarea în Polonia. Este dificil să se stabilească numărul exact al polonezilor expulzați din Lviv, dar a fost estimat la 100.000-140.000 de oameni . 

### Transferurile din Belarus
Spre deosebire de acțiunile din RSS Ucraineană, oficialitățile comuniste de RSS Bielorusă nu au sprijinit în mod activ deportarea polonezilor. Oficialitățile belaruse au îngreunat activitatea activiștilor polonezi, care încercau să comunice cu  „tuteișienii” (localnicii bilingvi) – persoanele care nu se decideau cărei etnii aparțin – poloneză sau belarusă. Celei mai mari părți a populației rurale, care nu dețineau de obicei documente de identitate, le-a fost refuzat „dreptul” de repatriere pe baza unei dovezi oficiale a existenței cetățeniei poloneze în perioada interbelică. Într-un proces descris ca „lupta pentru oameni”, oficialitățile poloneze au încercat să obțină repatrierea cât mai multor oameni cu putință, în vreme ce oficialitățile belaruse încercau să îi păstreze în țară, în special în cazul țăranilor, permițând însă deportarea majorității intelectualilor. Se estimează că între 150.000 și 250.000 de oameni au fost deportați din Belarus. Unui număr aproximativ egal de cetățeni li s-a interzis dreptul să fie înregistrați ca polonezi și, implicit, pe cel de părăsire a RSS Bieloruse. 
Ca urmare, Polonia a urmat un proces similar îi privește pe etnicii belaruși din teritoriul Voievodatului Białystok care îi revenise la sfârșitul războiului mondial.
O parte a diferenței de tratament a populației poloneze din cele două regiuni își avea cauza în diferențele de identitate religioasă. În Ucraina, cei mai mulți catolici ucraineni erau membri ai puternicei Biserici catolice de rit oriental, care fusese de multe ori în conflict cu polonezii romano-catolici. În Belarus în schimb, cei mai mulți catolici belaruși erau de rit latin și nu aveau conflicte religioase cu polonezii. Unii catolici educați din Belarus, care puteau vorbi poloneza și se declaraseră „polonezi”, au fost deportați în timpul regimul lui Stalin în Polonia, unde libertatea religioasă era ceva mai mare. Dar autoritățile din Belarus nu doreau să aibă loc un exod în masă a populației în Polonia și au încercat să îi păstreze pe credincioșii catolici. Biserica catolică de rit latin a păstrat o prezență importantă în Belarus, aproximativ 17% din credincioși declarându-se catolici în zilele noastre. 

### Transferurile din Lituania
Expulzarea etnicilor polonezi din Lituania a fost amânată de mai multe ori. Preoții locali polonezi au fost foarte activi în încercarea de convingere a populației să refuze repatriere, iar presa clandestină îi numea trădători pe cei care făcuseră cerere de repatriere. Mulți etnici polonezi speraseră că puterile participante la Conferința de pace aveau să accepte ca Regiunea Vilnius să fie atribuită Poloniei. După ce a fost evident că regiunea a fost atribuită Lituaniei, numărul celor dispuși să plece a crescut treptat, tot mai mulți polonezi apelând la reprezentanții Biroului de stat polonez pentru repatriere. 
Atitudinea oficialilor comuniști lituanieni a fost similară cu cea a celor belaruși. Cum Partidul Comunist Lituanian era dominat de facțiunea naționalistă, care sprijinea îndepărtarea din țară a intelectualilor de origine poloneză, în special din regiunea disputată Vilnius. Orașul Vilnius era considerat capitala istorică a Lituaniei. Conform recensămintelor german din 1916 și polonez din 1919 au arătat, orașul avea 40% dintre locuitori de etnie poloneză, 30% evreiască și 20% rusă și belarusă, cu doar 2-3% locuitori care se declaraseră de etnie lituaniană. Autoritățile lituaniene considerau că populația rurală poloneză era importantă pentru agricultură și că, în plus, acești oameni ar fi fost mai ușor de supus politicilor de asimilare.
Guvernul lituanian a încurajat și sprijinit expulzarea polonezilor din Vilnius. Rezultatul a fost rapida schimbare a profilului etnic al orașului, care a devenit mai lituanian. (80% din populația poloneză a orașului a fost expulzată). Mai mult chiar, autoritățile lituaniene au continuat linia naționalistă prin care se afirma că mulți dintre cei care se declarau polonezi erau de fapt „lituanieni polonizați” .
Populației rurale i se refuza dreptul de părăsirea a Lituaniei, datorită lipsei documentelor oficiale din perioada interbelică care să ateste cetățenia poloneză. În ciuda acordului semnat cu guvernul polonez, mulți indivizi au fost amenințați că, în cazul în care alegeau „repatrierea”, aveau să fie obligați să achite despăgubiri bănești sau urmau să fie arestați. Autoritățile sovietice au persecutat indivizi legați de rezistența poloneză (Armia Krajowa și Statul Secret Polonez). În cele din urmă, aproximativ 50% din cei 400.000 de persoane înregistrate pentru relocare au avut voie să plece. Cercetătorul Dovile Budryte a estimat că aproximativ 150.000 au ales să se mute în Polonia.